# 86e méridien est
En géographie, le 86e méridien est est le méridien joignant les points de la surface de la Terre dont la longitude est égale à 86° est.

## Géographie

### Dimensions
Comme tous les autres méridiens, la longueur du 86e méridien correspond à une demi-circonférence terrestre, soit 20 003,932 km. Au niveau de l'équateur, il est distant du méridien de Greenwich de 9 573 km,.
Avec le 94e méridien ouest, il forme un grand cercle passant par les pôles géographiques terrestres.

### Régions traversées
En commençant par le pôle Nord et descendant vers le sud au pôle Sud, Le 86e méridien est passe à travers:
| Coordonnées          | Pays, territoire ou mer | Notes |
| -------------------- | ----------------------- | --- |
| 90° 00′ N, 86° 00′ E | Océan Arctique          | |
| 81° 08′ N, 86° 00′ E | Mer de Kara             | |
| 74° 50′ N, 86° 00′ E | Russie                  | Kraï de Krasnoïarsk |
| 74° 17′ N, 86° 00′ E | Pyasinsky Zaliv         | |
| 73° 50′ N, 86° 00′ E | Russie                  | Kraï de Krasnoïarsk Oblast de Tomsk — à partir de 59° 57′ N, 86° 00′ E Oblast de Kemerovo — à partir de 56° 28′ N, 86° 00′ E Krai de l'Altai — à partir de 54° 01′ N, 86° 00′ E République de l'Altaï — à partir de 52° 05′ N, 86° 00′ E |
| 49° 30′ N, 86° 00′ E | Kazakhstan              | |
| 48° 27′ N, 86° 00′ E | Chine                   | Xinjiang Tibet — à partir de 35° 49′ N, 86° 00′ E |
| 27° 55′ N, 86° 00′ E | Népal                   | |
| 26° 39′ N, 86° 00′ E | Inde                    | Bihar Jharkhand — à partir de 24° 45′ N, 86° 00′ E Bengale Occidental — à partir de 23° 28′ N, 86° 00′ E Jharkhand — à partir de 23° 08′ N, 86° 00′ E Odisha — à partir de 22° 31′ N, 86° 00′ E Jharkhand — à partir de 22° 26′ N, 86° 00′ E Odisha — à partir de 22° 17′ N, 86° 00′ E Jharkhand — à partir de 22° 13′ N, 86° 00′ E Odisha — à partir de 22° 06′ N, 86° 00′ E |
| 19° 50′ N, 86° 00′ E | Océan Indien            | |
| 60° 00′ S, 86° 00′ E | Océan Austral           | |
| 66° 14′ S, 86° 00′ E | Antarctique             | Territoire antarctique australien revendiqué par Australie |